# Barajul Olef
Barajul Olef este un baraj pentru colectare de apă potabilă situat în parcul național Eifel, lângă comuna Hellenthal în districtul rural Euskirchen, landul Renania de Nord - Westfalia, Germania. Barajul are o capacitate de 20 milioane de metri cubi de apă, fiind alimentat de râul Olef. Barajul a fost contruit între anii 1954 -1959, cu scopul de a proteja regiunea de inundații și pentru colectarea de apă potabilă. Oficial a fost dat în folosință în anul 1965. Zidul barajului a fost reînnoit și întărit în anii 1962 - 1965 și 1982 - 1986.
Construcția barajului cu pilieri de susținere a zidului este un caz unic în Germania.

## Galerie de imagini

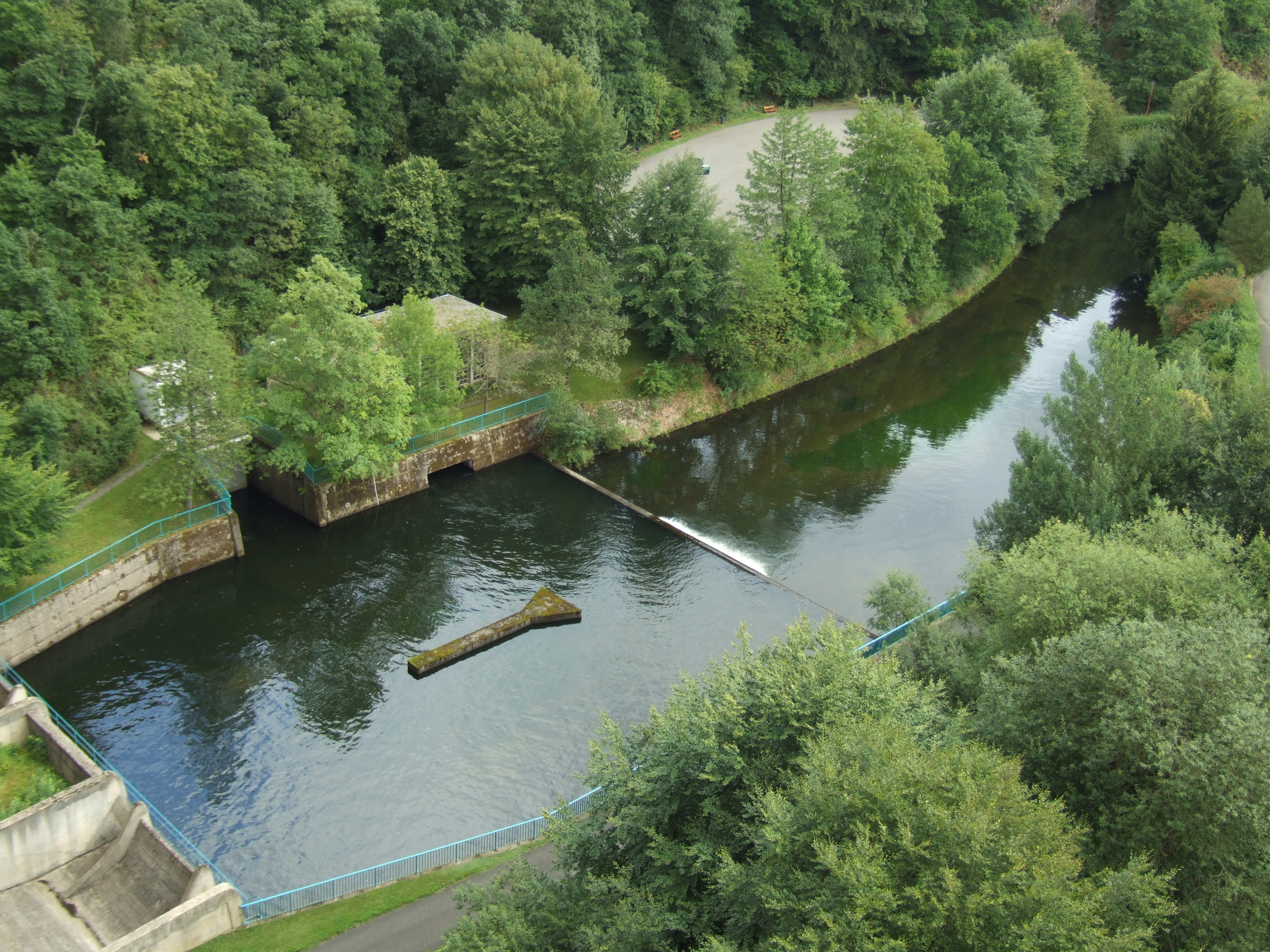
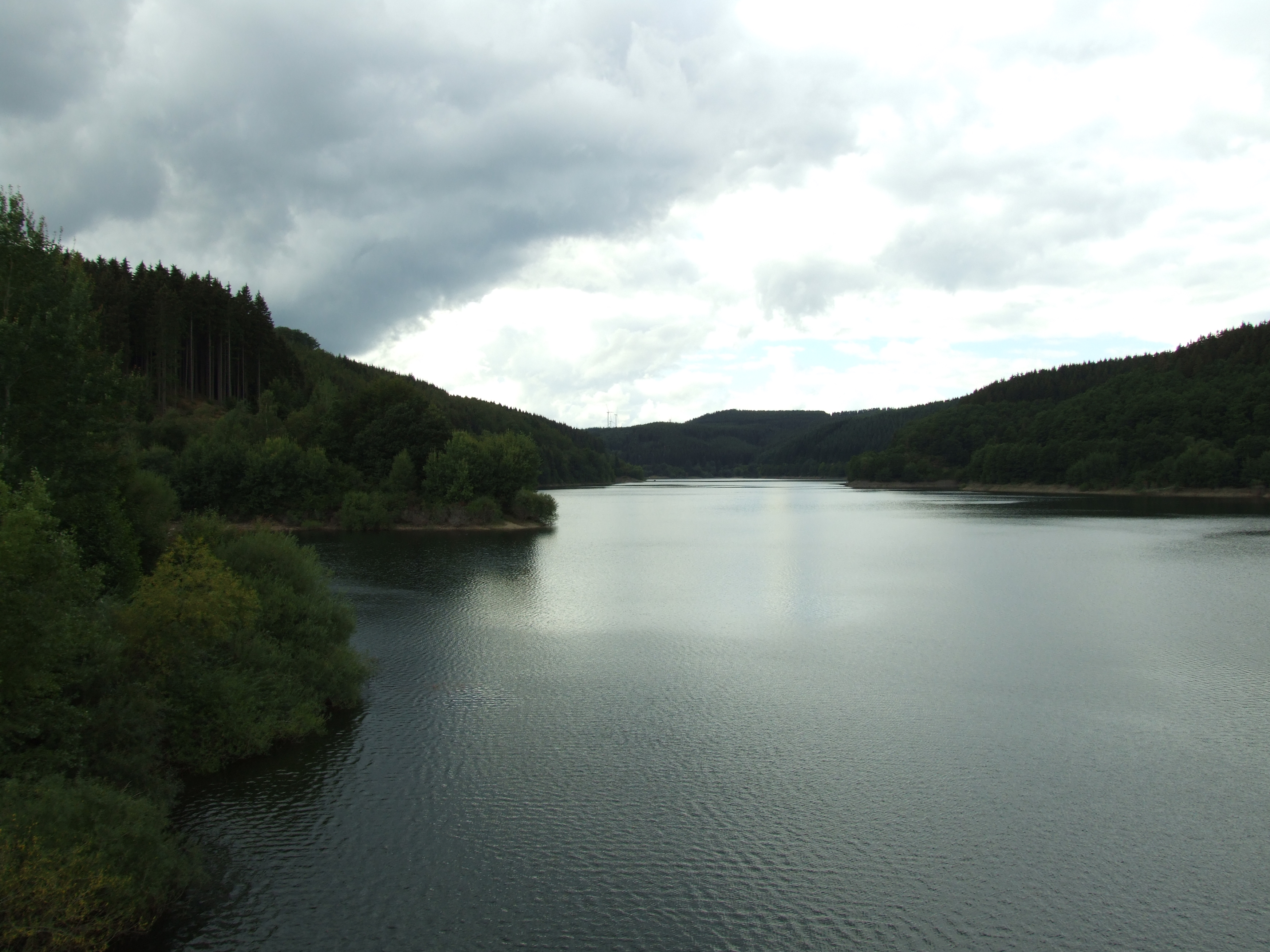
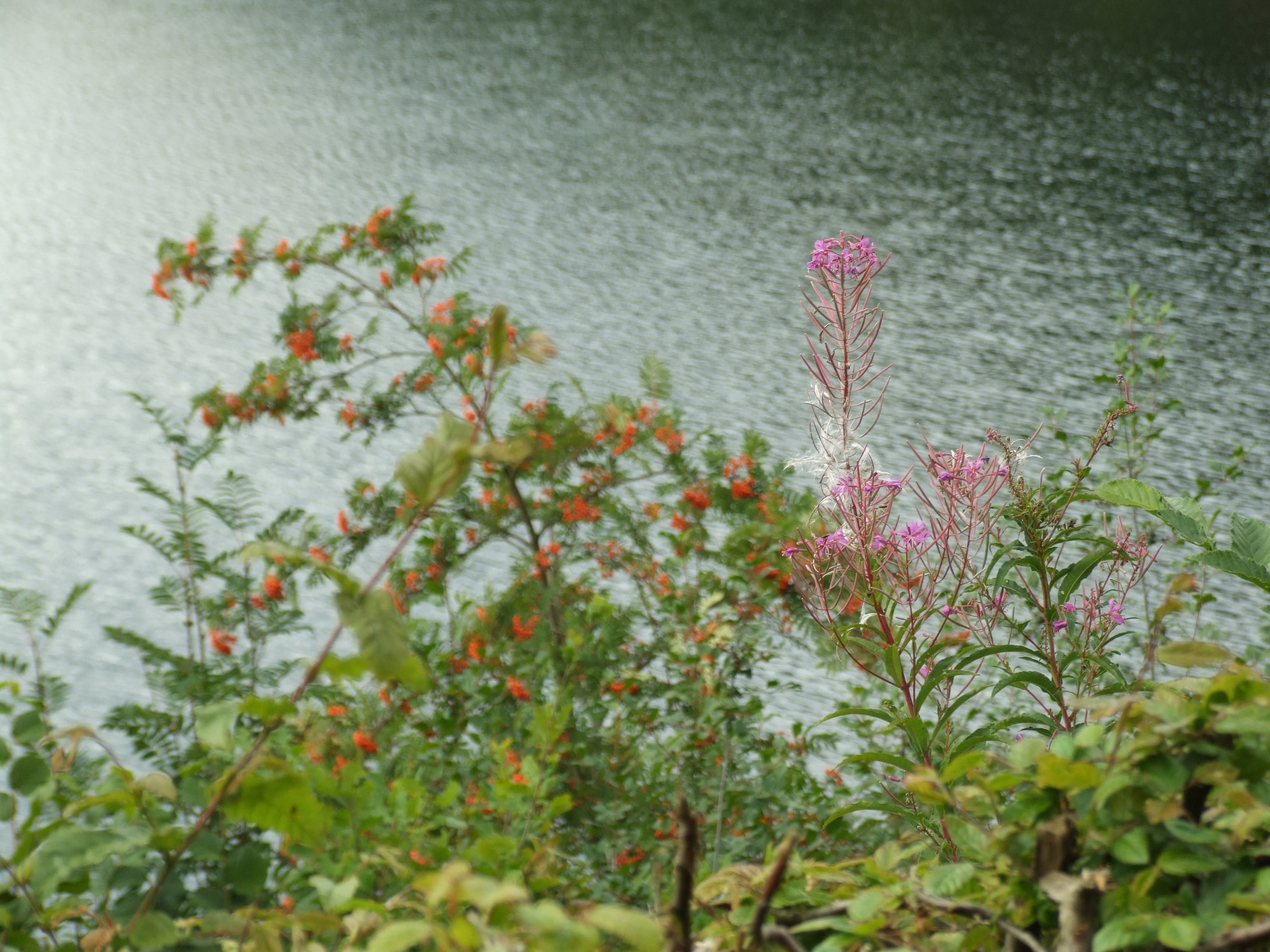